# Žučni vodovi
Žučni vodovi sakupljaju žuč iz jetre i vode je u dvanaesnik ili u žučni mjehur kada žuč nije potrebna za probavu masti.

Postoje tri žučna voda izvan jetre.
To su:
Vod žučnog mjehura (lat. ductus cysticus) kratki je vod koji povezuje žučni mjehur sa zajedničkim jetrenim vodom. U vodu žučnog mjehura nalaze se spiralne valvule koje značajno ne ometaju tijek žuči. Kroz vod žučnog mjehura žuč može teći u oba smjera, što omogućuje da se žučni mjehur puni između obroka i prazni nakon masnog obroka.
Zajednički jetreni vod (lat. ductus hepaticus communis) nastaje spajanjem lijevog i desnog jetrenog voda (ductus hepaticus dexter i ductus hepaticus sinister). Spajanjem voda žučnog mjehura sa zajedničkim jetrenim vodom nastaje glavni žučovod .
Glavni žučovod (lat. ductus choledochus) nastaje spajanjem dva gore navedena voda i ulijeva se u dvanaesnik zajedno s glavnim vodom gušterače (lat. ductus pancreaticus major). 
Najčešći poremećaji jetre i žučnih vodova su hepatitisi i žučni kamenci.